# Teana Miller
Clifeteana Rena McKiver, coniugata Miller, detta Teana (Wilmington, 5 ottobre 1980), è un'ex cestista statunitense, professionista nella WNBA.